# Nedervetil

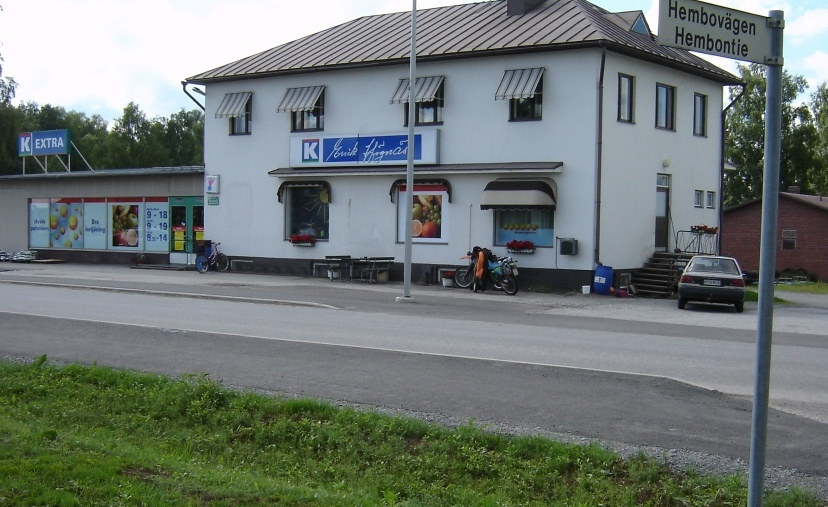
En affär i Nedervetil

Nedervetil (finska: Alaveteli) är en by och en del av Kronoby kommun i Österbotten i Finland. 
Nedervetil är en gammal kommun som år 1969 tillsammans med Terjärv införlivades med Kronoby kommun. Språkfördelningen är följande: svenska 65 %, finska 7 % och tvåspråkiga 28 %. Nedervetil har cirka 1 700 invånare. Centrum är byn Murick. Perho å flyter genom Nedervetil, med forsarna Kaitforsen och Tastforsen samt sjöarna Seljes och Haavisto. Jordbruket är en viktig del av näringslivet. Nedervetils invånare brukar ibland kallas för "solskensfolket".
Ytan (landareal) var 158,9 kvadratkilometer och kommunen beboddes den 31 december 1908 av 2 299 människor med en befolkningstäthet av 14,5 per kvadratkilometer.
En person som verkat i byn var prästen Anders Chydenius som var drivande politiker i Sverige för införandet av offentlighetsprincipen. Det infördes som en del av grundlagen Tryckfrihetsförordningen. Byns finska namn Alaveteli har även fått bli namnet för den öppna programvaran Alaveteli som hjälper människor ta del av allmänna handlingar offentligt och elektroniskt (digitalt).

## Sevärdheter och byar
Nedervetil har en vacker kyrka från 1753 som rymmer omkring 500 personer. Den första prästen var Anders Chydenius stannade där till 1770. Kyrkan är en korskyrka. År 1817 förstorades kyrkan.
Kommundelen innehåller bland andra byarna och bydelarna Murick, Tast, Pelo, Skriko, Sandbacka, Brännkärr, Bast, Loulus, Kohmo, Norrby, Överby, Emmes, Paasila, Haavisto Pirttiniemi, Jänislamp, Gåsjärv och Viitavesi. 
Vid sjön Seljes och Seljesåsen fanns ett turistcentrum med camping, kafé, bad, båtuthyrning och sportfiske. Seljesåsen höjer sig några meter över den karaktäristiskt låglänta österbottniska våtmarken. I den 60 hektar stora sjön utplanteras årligen 2 500–3 000 kilogram regnbågsöring och varje år i maj ordnas en "laxfiskeöppning" som blivit en attraktion.
Det finns också en tradition som kallas Nedervetilveckan. En "gammeldagsmarknad" brukar hållas under den veckan. År 1999, 2009 och 2019 hade man en tjärdalsvecka då man framställde tjära på traditionsenligt vis.
På torsdagskvällar under november och december ordnas "skinkbingo", där byborna tävlar om olika priser som choklad och julskinkor av olika storlek.

## Nedervetildialekten
Dialekten (ej att förväxlas med grannkommunen Karlebys mycket snarlika dialekt Grundsprååtsi) saknar grammatiskt genus och har således inte heller någon kongruensböjning i form av de bestämda artiklarna "en" och "ett" som återfinns i standardsvenska. Istället betecknas allt som utrum, alltså "ein" ("en").
Exempel på Nedervetildialekt: "Jeer finns e baa ein hus" som betyder "Här finns det bara ett hus".